# Dobrydział
Dobrydział – kolonia w Polsce położona w województwie łódzkim, w powiecie wieruszowskim, w gminie Wieruszów.
Miejscowość wchodzi w skład sołectwa Kuźnica Skakawska.
W latach 1975–1998 miejscowość administracyjnie należała do województwa kaliskiego.

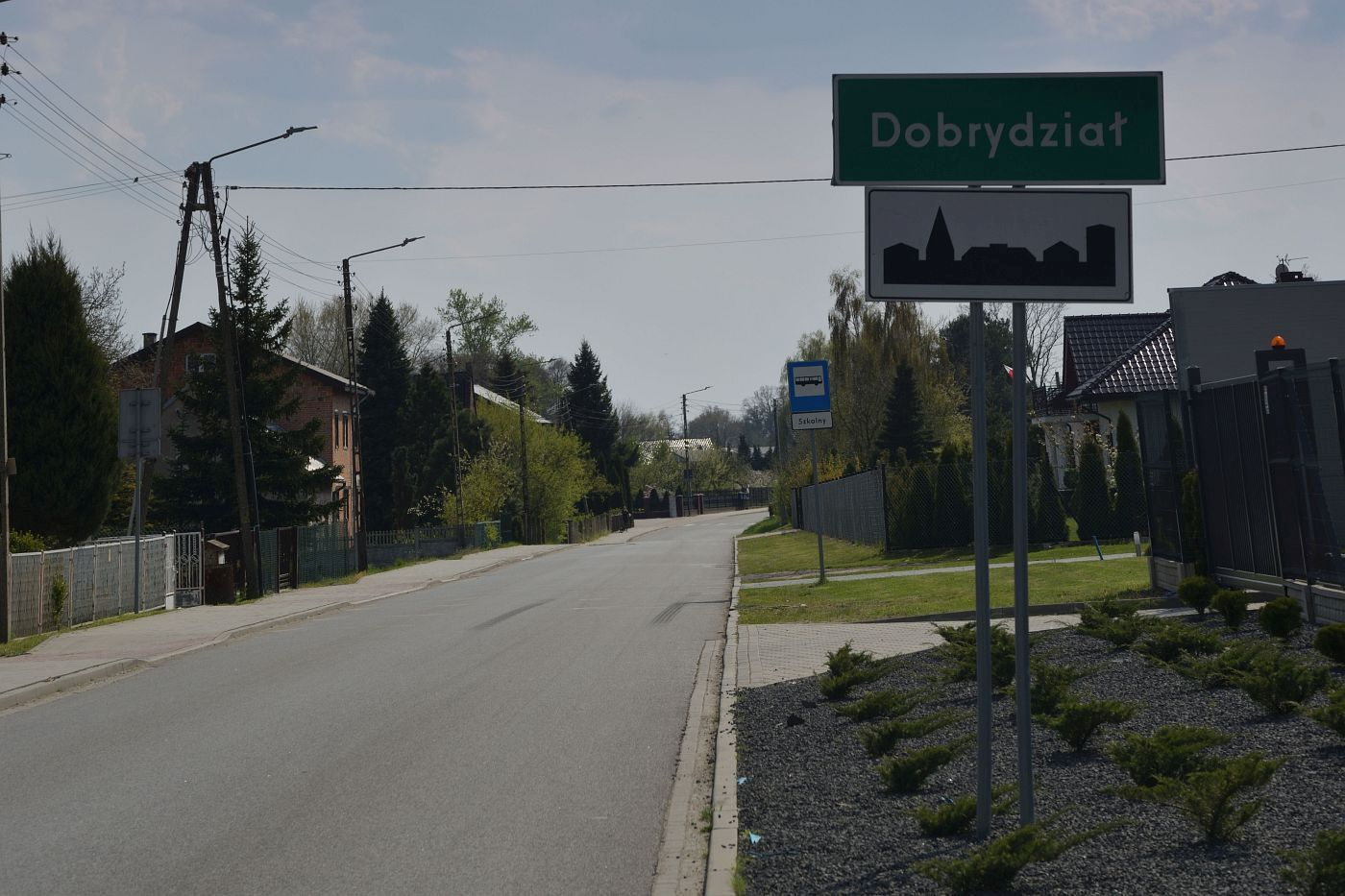
Dobrydział, wjazd 2022